# Simon Bar Kokheba
Simon Bar Kokheba, abbreviato Bar Kochba, Bar Kokhba o Bar Kochva (in ebraico שמעון בר כוכבא‎?, in italiano "Simone Figlio della Stella"; fl. 132-135), è stato un condottiero ebreo antico, pretendente al trono del regno di Giudea, che guidò la terza guerra giudaica contro i Romani.
Bar Kochba venne proclamato da Rabbi Akiva come messia, principe d'Israele e poi re di Giudea (o dei Giudei) dopo aver ottenuto una vittoria contro Roma, ma alla fine venne sconfitto.

## Storia della rivolta
Nel 132 avvenne la sua autoproclamazione a Messia, mettendosi a capo della terza e ultima rivolta ebraica contro l'Impero romano. Dopo che i Romani nel 135 repressero con successo la ribellione, i rabbini ebrei lo chiamarono Bar Koseba, ossia "il figlio della menzogna". Durante la rivolta i cristiani si rifiutarono di combattere e, secondo lo scrittore cristiano Giustino, «Bar-Kocheba, il capo della rivolta dei Giudei nella recente guerra giudaica, ordinava che venissero condotti ad orribili supplizi solo i cristiani, a meno che non rinnegassero e bestemmiassero Gesù Cristo.».
Comunque dopo un primo momento nel quale la guerriglia e l'effetto sorpresa permisero ai ribelli di conseguire notevoli successi, i Romani si decisero a reprimere la rivolta con un intervento massiccio. Adriano assegnò a questa campagna Giulio Severo (da poco tornato dalla Britannia) che basò la sua strategia offensiva sul temporeggiamento volto a sfiancare l'avversario e sull'esecuzione immediata dei prigionieri. Nel 135 i rivoltosi vennero schiacciati definitivamente dalla superiorità militare romana a Bethar e l'ultima opposizione giudaica ai Romani venne vinta. Gerusalemme venne trasformata in una città "ellenistica" e le venne cambiato il nome in Aelia Capitolina, non permettendo più agli ebrei di metterci piede. Iniziò così un periodo di forte repressione religiosa sotto il dominio romano di Adriano.

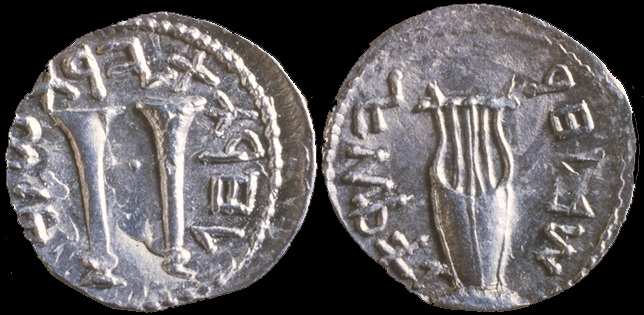
Monete coniate sotto il governo di Bar Kochba, con scritte inneggianti alla "libertà per Gerusalemme"

Nel 1960 vennero alla luce diverse lettere scritte da Bar Kokheba ai suoi ufficiali in alcune grotte a Wadi Murabbaʿat, chiamati manoscritti di Murrabbaʿat, e a Nahal Hever. Inoltre l'archeologia ci ha permesso di trovare delle monete con il nome di Bar Kokhba, raffiguranti il tempio distrutto nel 70, indice questo che avesse fondato un vero Stato in Giudea e che battesse conio, oltre che della sua volontà di ricostruire lo stesso tempio, dopo la restaurazione del Regno d'Israele, che invece non avvenne mai. Simon Bar Kokheba fu ucciso in battaglia dai Romani nel 135: la sua morte segnò il colpo definitivo alla nazione ebraica, che non sarebbe più risorta fino al 1948, con la nascita del moderno Stato di Israele. Gli ultimi ebrei rimasti si dispersero definitivamente, tranne piccole comunità intorno a Gerusalemme e i samaritani a Sichem.
In secoli passati, Jean Meslier e altri studiosi critici nei confronti del cristianesimo, avevano identificato in Bar Kochba una delle figure storiche che avrebbero ispirato il personaggio evangelico di Barabba. L'ipotesi è resa insostenibile dal fatto che la moderna critica letteraria (almeno la maggioranza degli studiosi) ha datato i testi evangelici alla seconda metà del I secolo, in ogni caso prima della rivolta qui discussa.